# Jan van Glabbeeck
Jan van Glabbeeck (~1635-Puerto de Santa María, 1686) era um pintor e negociante de arte neerlandês. Foi aluno de Rembrant y esteve activo em Amsterdam e Utrecht.